# IAAF Diamond League 2019
La IAAF Diamond League 2019 (o semplicemente Diamond League 2019) è la decima edizione della Diamond League, serie di meeting internazionali di atletica leggera organizzata annualmente dalla IAAF.
È iniziata il 3 maggio ed è terminata il 6 settembre; prevede la presenza di 14 tappe in 13 diversi stati situati in 4 differenti continenti.

## I meeting
| Nº | Meeting                           | Stadio                         | Sede       | Data          | Resoconto |
| -- | --------------------------------- | ------------------------------ | ---------- | ------------- | --------- |
| 1  | Doha Diamond League               | Stadio internazionale Khalifa  | Doha       | 3 maggio      | Resoconto |
| 2  | Shanghai Golden Grand Prix        | Stadio di Shanghai             | Shanghai   | 18 maggio     | Resoconto |
| 3  | Bauhaus-Galan                     | Olympiastadion                 | Stoccolma  | 30 maggio     | Resoconto |
| 4  | Golden Gala Pietro Mennea         | Stadio Olimpico                | Roma       | 6 giugno      | Resoconto |
| 5  | Bislett Games                     | Bislett Stadion                | Oslo       | 13 giugno     | Resoconto |
| 6  | Meeting international Mohammed VI | Stadio Moulay Abdallah         | Rabat      | 16 giugno     | Resoconto |
| 7  | Prefontaine Classic               | Hayward Field                  | Stanford   | 30 giugno     | Resoconto |
| 8  | Athletissima                      | Stade Olympique de la Pontaise | Losanna    | 4-5 luglio    | Resoconto |
| 9  | Herculis                          | Stade Louis II                 | Monaco     | 11-12 luglio  | Resoconto |
| 10 | London Anniversary Games          | London Stadium                 | Londra     | 20-21 luglio  | Resoconto |
| 11 | Birmingham Grand Prix             | Alexander Stadium              | Birmingham | 18 agosto     | Resoconto |
| 12 | Meeting de Paris                  | Stadio Charléty                | Parigi     | 24 agosto     | Resoconto |
| 13 | Weltklasse Zürich                 | Stadio Letzigrund              | Zurigo     | 28-29 agosto  | Resoconto |
| 14 | Memorial Van Damme                | Stadio Re Baldovino            | Bruxelles  | 5-6 settembre | Resoconto |

## Risultati

### Uomini

#### Corse
| Corse |                 |                        |                       |                        |                                   |                            |                               |                        |                         |                             |
| #     | Meeting         | 100 m                  | 200 m                 | 400 m                  | 800 m                             | 1 500 m / Miglio           | 3 000 m / 5 000 m             | 110 m hs               | 400 m hs                | 3 000 m siepi               |
| 1     | Doha            |                        | Ramil Guliyev 19"99   |                        | Nijel Amos 1'44"29                | Elijah Manangoi 3'32"21    |                               |                        |                         | Soufiane El Bakkali 8'07"22 |
| 2     | Shanghai        | Noah Lyles 9"86        |                       | Fred Kerley 44"81      |                                   |                            | Yomif Kejelcha 13'04"16       | Omar McLeod 13"12      | Abderrahman Samba 47"27 |                             |
| 3     | Stoccolma       |                        | Aaron Brown 20"06     | Michael Norman 44"53   |                                   | Timothy Cheruiyot 3'35"79  |                               |                        | Karsten Warholm 47"85   |                             |
| 4     | Roma            |                        | Michael Norman 19"70  |                        | Donavan Brazier 1'43"63           |                            | Telahun Haile Bekele 12'52"98 | Sergey Shubenkov 13"26 |                         |                             |
| 5     | Oslo            | Christian Coleman 9"85 |                       |                        |                                   | Marcin Lewandowski 3'52"34 | Selemon Barega 7'32"17        |                        | Karsten Warholm 47"33   |                             |
| 6     | Rabat           |                        | Andre De Grasse 20"19 |                        | Nijel Amos 1'45"57                |                            |                               | Sergey Shubenkov 13"12 |                         | Getnet Wale 8'06"01         |
| 7     | Eugene/Stanford | Christian Coleman 9"81 |                       | Michael Norman 44"62   |                                   | Timothy Cheruiyot 3'50"49  |                               | Orlando Ortega 13"24   | Rai Benjamin 47"16      |                             |
| 8     | Losanna         |                        | Noah Lyles 19"50      |                        | Wycliffe Kinyamal 1'43"78         | Timothy Cheruiyot 3'28"77  | Yomif Kejelcha 13'00"56       | Orlando Ortega 13"05   |                         |                             |
| 9     | Monaco          | Justin Gatlin 9"91     |                       | Steven Gardiner 44"51  | Nijel Amos 1'41"89                |                            |                               |                        |                         | Soufiane El Bakkali 8'04"82 |
| 10    | Londra          | Akani Simbine 9"93     |                       | Akeem Bloomfield 44"40 | Ferguson Cheruiyot Rotich 1'43"14 |                            |                               |                        |                         |                             |
| 11    | Birmingham      | Yohan Blake 10"07      |                       | Akeem Bloomfield 45"04 |                                   |                            |                               |                        | Yasmani Copello 49"08   |                             |
| 12    | Parigi          |                        | Noah Lyles 19"65      |                        |                                   | Ronald Musagala 3'30"58    |                               | Daniel Roberts 13"08   | Karsten Warholm 47"26   | Soufiane El Bakkali 8'06"64 |
| 13    | Zurigo          | Noah Lyles 9"98        |                       |                        | Donavan Brazier 1'42"70           |                            | Joshua Cheptegei 12'57"41     |                        | Karsten Warholm 46"92   |                             |
| 14    | Bruxelles       |                        | Noah Lyles 19"74      | Michael Norman 44"26   |                                   | Timothy Cheruiyot 3'30"22  |                               | Orlando Ortega 13"22   |                         | Getnet Wale 8'06"92         |

#### Concorsi
| Concorsi |                 |                               |                          |                          |                         |                           |                      |                         |
| #        | Meeting         | Salto in lungo                | Salto triplo             | Salto in alto            | Salto con l'asta        | Getto del peso            | Lancio del disco     | Lancio del giavellotto  |
| 1        | Doha            |                               |                          |                          | Sam Kendricks 5.80 m    | Ryan Crouser 22.13 m      | Daniel Ståhl 70.56 m |                         |
| 2        | Shanghai        | Tajay Gayle 8.24 m            |                          | Wang Yu 2.28 m           |                         |                           |                      | Andreas Hofmann 87.55 m |
| 3        | Stoccolma       | Thobias Montler 8.22 m        |                          |                          | Sam Kendricks 5.72 m    |                           | Daniel Ståhl 69.57 m |                         |
| 4        | Roma            |                               | Omar Craddock 17.50 m    | Bohdan Bondarenko 2.31 m |                         | Konrad Bukowiecki 21.97 m |                      |                         |
| 5        | Oslo            |                               |                          |                          | Sam Kendricks 5.91 m    |                           |                      | Johannes Vetter 85.27 m |
| 6        | Rabat           | Juan Miguel Echevarría 8.34 m |                          | Bohdan Bondarenko 2.28 m |                         |                           | Daniel Ståhl 69.94 m |                         |
| 7        | Eugene/Stanford |                               |                          |                          | Armand Duplantis 5.93 m | Darlan Romani 22.61 m     |                      |                         |
| 8        | Losanna         | Juan Miguel Echevarría 8.32 m |                          |                          | Piotr Lisek 6.01 m      |                           |                      |                         |
| 9        | Monaco          |                               | Christian Taylor 17.82 m |                          | Piotr Lisek 6.02 m      |                           |                      | Andreas Hofmann 87.84 m |
| 10       | Londra          |                               | Pedro Pichardo 17.53 m   | Majd Eddin Ghazal 2.30 m |                         |                           | Daniel Ståhl 68.53 m |                         |
| 11       | Birmingham      |                               |                          | Brandon Starc 2.30 m     |                         |                           |                      | Chao-Tsun Cheng 87.75 m |
| 12       | Parigi          |                               | Will Claye 18.06 m       | Michael Mason 2.28 m     |                         | Tomas Walsh 22.44 m       |                      |                         |
| 13       | Zurigo          | Juan Miguel Echevarría 8.65 m |                          | Andriy Protsenko 2.32 m  | Sam Kendricks 5.93 m    |                           |                      | Magnus Kirt 89.13 m     |
| 14       | Bruxelles       |                               | Christian Taylor 17"85 m |                          |                         | Tomas Walsh 22"30 m       | Daniel Ståhl 68"68 m |                         |

### Donne

#### Corse
| Corse |                 |                               |                           |                           |                         |                                 |                       |                         |                         |                            |
| #     | Meeting         | 100 m                         | 200 m                     | 400 m                     | 800 m                   | 1 500 m / Miglio                | 3 000 m / 5 000 m     | 100 m hs                | 400 m hs                | 3 000 m siepi              |
| 1     | Doha            |                               | Dina Asher-Smith 22"26    |                           | Caster Semenya 1'54"98  |                                 | Hellen Obiri 8'25"60  | Danielle Williams 12"66 | Dalilah Muhammad 53"61  |                            |
| 2     | Shanghai        | Aleia Hobbs 11"03             |                           | Salwa Eid Naser 50"65     |                         | Rababe Arafi 4'01"15            |                       |                         |                         | Beatrice Chepkoech 9'04"53 |
| 3     | Stoccolma       |                               | Dina Asher-Smith 22"18    |                           | Ajeé Wilson 2'00"87     |                                 | Agnes Tirop 14'50"82  | Kendra Harrison 12"52   |                         |                            |
| 4     | Roma            | Elaine Thompson 10"89         |                           | Salwa Eid Naser 50"26     |                         | Genzebe Dibaba 3'56"28          |                       |                         | Dalilah Muhammad 53"67  |                            |
| 5     | Oslo            |                               | Dafne Schippers 22"56     |                           |                         |                                 |                       | Christina Clemons 12"69 | Sydney McLaughlin 54"16 | Norah Jeruto 9'03"71       |
| 6     | Rabat           | Blessing Okagbare 11"05       |                           | Salwa Eid Naser 50"13     | Nelly Jepkosgei 1'59"50 | Genzebe Dibaba 3'55"47          |                       |                         |                         |                            |
| 7     | Eugene/Stanford |                               | Blessing Okagbare 22"05   |                           | Caster Semenya 1'55"70  |                                 | Sifan Hassan 8'18"49  |                         |                         | Beatrice Chepkoech 8'55"58 |
| 8     | Losanna         | Shelly-Ann Fraser-Pryce 10"74 |                           | Salwa Eid Naser 49"17     |                         |                                 |                       |                         | Shamier Little 53"73    |                            |
| 9     | Monaco          |                               | Shaunae Miller-Uibo 22"09 |                           |                         | Sifan Hassan 4'12"33            |                       | Kendra Harrison 12"43   | Sydney McLaughlin 53"32 |                            |
| 10    | Londra          | Shelly-Ann Fraser-Pryce 10"78 |                           | Shericka Jackson 50"69    |                         | Laura Muir 3'58"25              | Hellen Obiri 14'20"36 | Danielle Williams 12"32 | Rushell Clayton 54"16   |                            |
| 11    | Birmingham      |                               | Shaunae Miller-Uibo 22"24 |                           | Ajeé Wilson 2'00"76     | Konstanze Klosterhalfen 4'21"11 |                       | Danielle Williams 12"46 |                         | Beatrice Chepkoech 9'05"55 |
| 12    | Parigi          | Elaine Thompson 10"98         |                           | Stephenie McPherson 51"11 | Hanna Green 1'58"39     |                                 |                       |                         |                         |                            |
| 13    | Zurigo          |                               | Shaunae Miller-Uibo 21"74 | Salwa Eid Naser 50"24     |                         | Sifan Hassan 3'57"08            |                       |                         | Sydney McLaughlin 52"85 | Beatrice Chepkoech 9'01"71 |
| 14    | Bruxelles       | Dina Asher-Smith 10"88        |                           |                           | Ajeé Wilson 2'00"24     |                                 | Sifan Hassan 14'26"26 | Danielle Williams 12"46 |                         |                            |

#### Concorsi
| Concorsi |                 |                          |                           |                            |                           |                             |                         |                              |
| #        | Meeting         | Salto in lungo           | Salto triplo              | Salto in alto              | Salto con l'asta          | Getto del peso              | Lancio del disco        | Lancio del giavellotto       |
| 1        | Doha            | Caterine Ibargüen 6.76 m |                           | Yaroslava Mahuchikh 1.96 m |                           |                             |                         |                              |
| 2        | Shanghai        |                          |                           |                            | Katerina Stefanidi 4.72 m | Chase Ealey 19.58 m         |                         | Lü Huihui 66.89 m            |
| 3        | Stoccolma       |                          |                           | Mariya Lasitskene 1.92 m   |                           |                             | Denia Caballero 65.10 m |                              |
| 4        | Roma            | Malaika Mihambo 7.07 m   |                           |                            | Angelica Bengtsson 4.76 m |                             |                         | Lü Huihui 66.47 m            |
| 5        | Oslo            |                          | Caterine Ibargüen 14.79 m | Mariya Lasitskene 2.01 m   |                           | Gong Lijiao 19.51 m         |                         |                              |
| 6        | Rabat           |                          |                           |                            | Sandi Morris 4.82 m       |                             | Yaimé Pérez 68.28 m     |                              |
| 7        | Eugene/Stanford |                          |                           | Mariya Lasitskene 2.04 m   |                           | Gong Lijiao 19.79 m         |                         |                              |
| 8        | Losanna         |                          | Caterine Ibargüen 14.89 m | Mariya Lasitskene 2.02 m   |                           | Christina Schwanitz 19.04 m |                         | Christin Hussong 66.59 m     |
| 9        | Monaco          |                          | Yulimar Rojas 14.98 m     | Mariya Lasitskene 2.00 m   |                           |                             |                         |                              |
| 10       | Londra          | Malaika Mihambo 7.02 m   |                           |                            | Anzhelika Sidorova 4.75 m |                             |                         | Tatsiana Khaladovich 66.10 m |
| 11       | Birmingham      | Nafissatou Thiam 6.86 m  |                           |                            | Katerina Stefanidi 4.75 m |                             | Yaimé Pérez 64.87 m     |                              |
| 12       | Parigi          |                          | Yulimar Rojas 15.05 m     |                            | Alysha Newman 4.82 m      |                             | Denia Caballero 66.91 m |                              |
| 13       | Zurigo          |                          | Shanieka Ricketts 14.93 m |                            |                           | Gong Lijiao 20.31 m         |                         | Lü Huihui 66.88 m            |
| 14       | Bruxelles       | Malaika Mihambo 7"03 m   |                           | Mariya Lasitskene 1"99 m   | Katerina Stefanidi 4"83 m |                             | Yaime Pérez 68"27 m     |                              |